# Karl-Heinz Lingner
Karl-Heinz Lingner (* 4. Juni 1925 in Köln; † 12. August 1998 in Celle) war ein deutscher Grafiker, Maler und Kunstlehrer.

## Leben
Lingner wuchs in Dessau auf und machte dort 1943 sein Abitur. Anschließend begann er ein Architekturstudium in Berlin, dass durch die Einberufung zum Kriegsdienst früh unterbrochen wurde. Von 1945 bis 1946 befand er sich in englischer Kriegsgefangenschaft in Belgien; danach Rückkehr nach Dessau, dort arbeitete er als freischaffender Maler und Grafiker. 1949 heiratete Lingner seine Frau Ingrid (geb. Köhler), 1950 wurde der gemeinsame Sohn Michael Lingner geboren. Im gleichen Jahr verließ er mit seiner Familie aus politischen Gründen die DDR und siedelte nach Westberlin über.
An der Pädagogischen Hochschule in Celle und Osnabrück studierte er ab 1951 zunächst Pädagogik, später folgte ein Studium an der Hochschule für Bildende Künste in Braunschweig. Bis zu seinem Eintritt in den vorzeitigen Ruhestand im Jahr 1984 arbeitete Lingner als Kunstlehrer, zuletzt als Oberstudienrat. Mehr als 40 Jahre bis zu seinem Tode lebte Lingner in Celle.
Schon während der Schulzeit begann Lingner künstlerisch zu arbeiten. Während seine Darstellungen zunächst bildhaft blieben und erst an den Impressionisten, später an den Expressionisten orientiert waren, begann er ab 1950 mit abstrakten, informellen Arbeiten, beeinflusst u. a. von Paul Klee und dem Bauhaus. Lingner arbeitete vor allem mit dem Siebdruck, aber auch Techniken wie dem Holzschnitt, Aquarellmalerei und Collagen. Er zählt zu den deutschen Vertretern des Informel und des Tachismus. Er reagierte immer wieder auf die Zeitläufe, so ab 1968 mit einer Serie von großformatigen, farbigen Siebdrucken vor dem Hintergrund der politischen Umbrüche in Deutschland und Europa. Ab 1970 bezog er verstärkt die Fotografie mit ein, später auch Texte bis hin zu reinen Wort-Installationen.
Lingner etablierte sich vor allem in der lokalen und regionalen Kunstszene Celles und Niedersachsens und war lange Vorstandsmitglied des Kunstvereins Celle. Neben seiner Tätigkeit als Kunstlehrer arbeitete er auch immer wieder als Gebrauchsgrafiker für Verlage und Museen, entwarf Buchtitel und Signets. Auch Dessau blieb er zeitlebens verbunden. Die Gemäldegalerie Dessau verfügt heute über 80 Werke Lingners und zeigte einen Teil davon 2010 in der Ausstellung „Zwischen Schwarz und Rot – Gemälde und Grafiken des Informel“.

## Ausstellungen
Gruppenausstellungen:
- 1948–1951 in Dessau, Dresden, Halle, Leuna und Berlin
- ab 1952 bis zu seinem Tod 1998 regelmäßig in Niedersachsen und Celle sowie an zahlreichen anderen Orten
- 1960 „ohne Gegenstand“, Celle
- 1962 „Ausstellung Lingner-Reichelt“, Celle
- 1977 mit Marlis Antes-Scotti, Galerie Commercio, Zürich
- 2010 „Zwischen Schwarz und Rot – Gemälde und Graphiken des Informel“, Gemäldegalerie Dessau

Einzelausstellungen:
- 1976 Home Gallery, Berg-St. Gallen
- 1990 „Rückblick“ Schloss Celle
- 1995 „ohne Eigenschaften“, Bomann-Museum Celle

## Kataloge
- „Rückblick“, Ausstellungskatalog, Schloß Celle, 1990
- „ohne Eigenschaften“, Ausstellungskatalog, Bomann-Museum Celle, 1995